# George Kurtz
George Kurtz, född den 5 maj, 1965, är en amerikansk företagsledare och racerförare.
Kurtz har startat flera företag inom cybersäkerhet, såsom Foundstone och Crowdstrike. Han driver och tävlar även med sportvagnsstallet CrowdStrike Racing by APR.
Den amerikanska ekonomitidskriften Forbes rankade Kurtz till att vara världens 963:e rikaste med en förmögenhet på 3,4 miljarder amerikanska dollar för den 19 juli 2024.
Kurtz avlade en kandidatexamen i redovisning vid Seton Hall University.